# Aligator – Lake Placid
Aligator – Lake Placid – amerykańsko-kanadyjski filmowy horror w reżyserii Steve’a Minera z roku 1999.

## Obsada
- Bill Pullman – Jack Wells
- Oliver Platt – Hector Cyr
- Bridget Fonda – Kelly Scott
- Brendan Gleeson – szeryf Hank Keough
- Betty White – pani Delores Bickerman
- Tim Dixon – Stephen Daniels